# Jean-Luc Angélis
Pour les articles homonymes, voir Angelis.
 (juin 2024).
Jean-Luc Angélis, né en 1974, est un journaliste[réf. nécessaire],  auteur pour la jeunesse et romancier français.

## Biographie
Jean-Luc Angélis né en 1974, auteur pour la jeunesse et un romancier. Il est le frère de Laure Angélis.
Il a écrit des ouvrages dans deux domaines : des ouvrages de réflexion, des ouvrages romanesques à destination de la jeunesse.
Jean-Luc Angélis a beaucoup voyagé en Afrique et en Asie et de l'Afrique. Il a été rédacteur en chef du mensuel Enfants du Mékong.
Il a été assistant du commissaire fédéral au sein de l'Union internationale des guides et scouts d'Europe (UIGSE).

## Publications
- Des blasons pour le hérisson, Éditions Pierre Téqui, 2000  (ISBN 978-2-74030-638-3)Écrit avec en collaboration avec Laure Angélis. illustration de couverture de Pierre Joubert
- Quand pleurent les étoiles, éditions du Triomphe, 2001 (ISBN 978-2-84378-155-1)
- Contes et Merveilles de Noël, Éditions Artège, 2009  (ISBN 978-2-91605-375-2)Écrit avec en collaboration avec cinq autres co-auteurs : Axel Vachon, Élisabeth Bourgois, Laure Angélis, Yves Meaudre (Enfants du Mékong) et Laetitia de Barbeyrac.
- Le Choc du dialogue, éditions CLD, 2005  (ISBN 978-2-85443-420-0)Écrit avec en collaboration avec Michel de Gigord, prêtre des Missions étrangères de Paris.[4],[5]
- La Véritable Histoire des guides et scouts d'Europe, Presses de la Renaissance, 2008 (ISBN 978-2750903657)[6]
- Comme un royaume de solitudes, éditions du Triomphe, 2010 (ISBN 978-2-84378-400-2)
- Le Cavalier de l’Équinoxe, Éditions Artège, 2011 (ISBN 978-2-36040-053-9)